# Riedlova jeskyně
Riedlova jeskyně (neboli Riedelova jeskyně) je jeskyní umělou, vytvořenou v první polovině 20. století těžbou pískovce na svahu Břidličného vrchu u Dolního Prysku v okrese Česká Lípa.

## Bližší popis

### Geologie
Podzemní prostory se nacházejí v pískovcích březenského souvrství středního turonu a coniaku. Zdejší rozpadavý pískovec obsahuje místy polohy slepenců a jílovité a jílovitopísčité vložky.

### Těžba písku

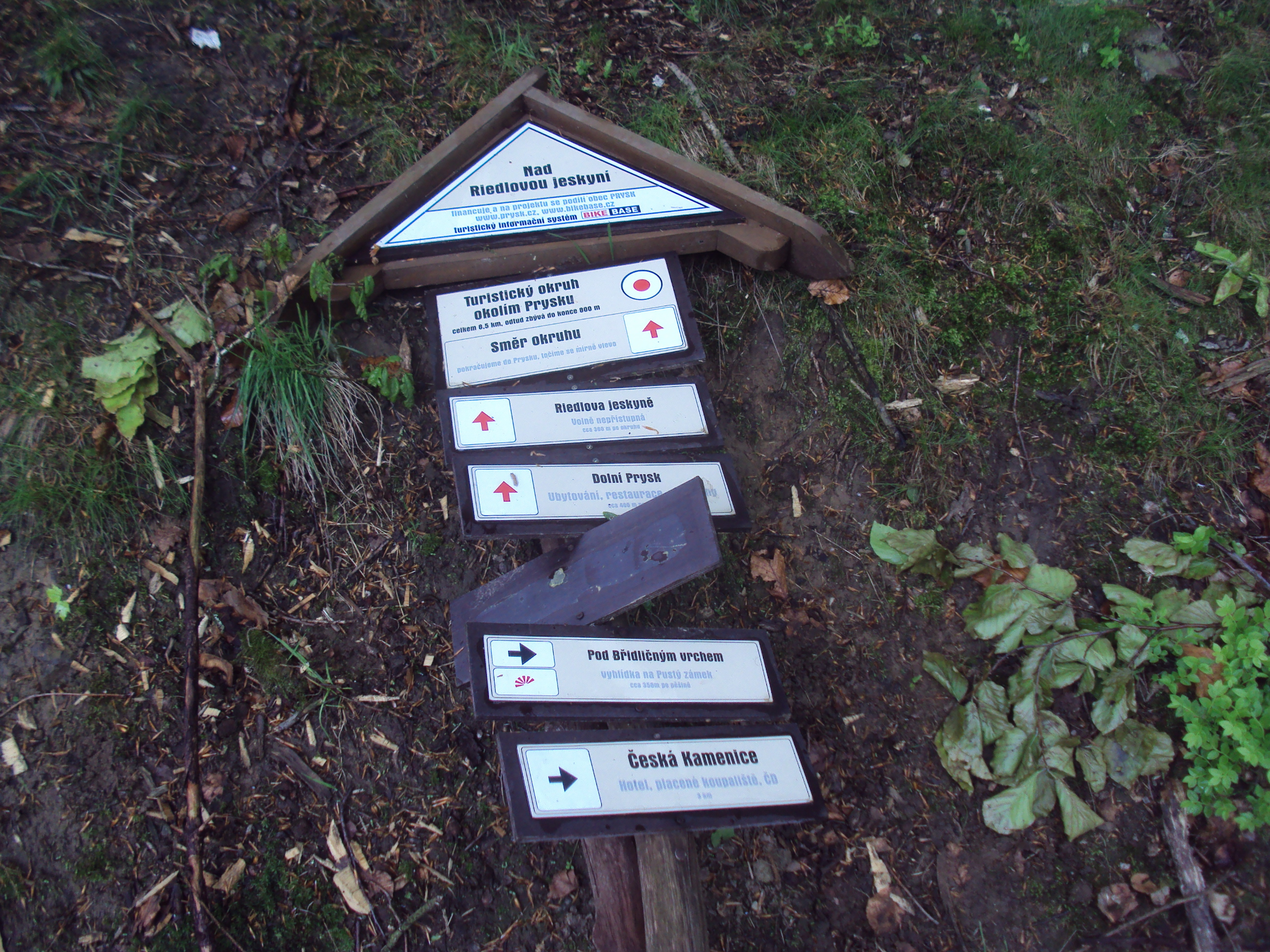
Horní rozcestník poblíž jeskyně

S těžbou písku zde započali místní obyvatelé po roce 1900. Posledním majitelem pozemku byl Ernst Riedel, podle něhož je jeskyně pojmenována. V podzemních prostorách byl písek těžen do roku 1940. Surovina byla používána místními skláři jako brusivo a pravděpodobně též jako stavební materiál. Vznikla zde postupně velká členitá podzemní prostora, v níž bylo zanecháno 11 podpěrných pilířů. Délka jeskyně je 50 metrů, šířka dosahuje 36 metrů. Do podzemních prostor vysokých až 2,7 metru vedly dříve tři vchody, nyní je zachován a označen jeden, opatřený mříží. Strop jeskyně byl proti zřícení zabezpečen 11 mohutnými pilíři.

## Dostupnost
Z důvodu výskytu chráněných druhů netopýrů je Riedelova jeskyně pro veřejnost uzavřena. Kolem jeskyně je vedena stezka s místním, červeným značením kolem Břidličného vrchu (499 m.), která pokračuje od Dolního Prysku k přírodní památce Pustý zámek s pozůstatky hradu Fredevald, vzdálené od Riedelovy jeskyně zhruba 1 km severním směrem. Do přilehlé obce Dolní Prysk je vedena autobusová doprava, železniční trať ČSD 8c Česká Kamenice - Kamenický Šenov - Česká Lípa byla zrušena v roce 1979.

## Galerie

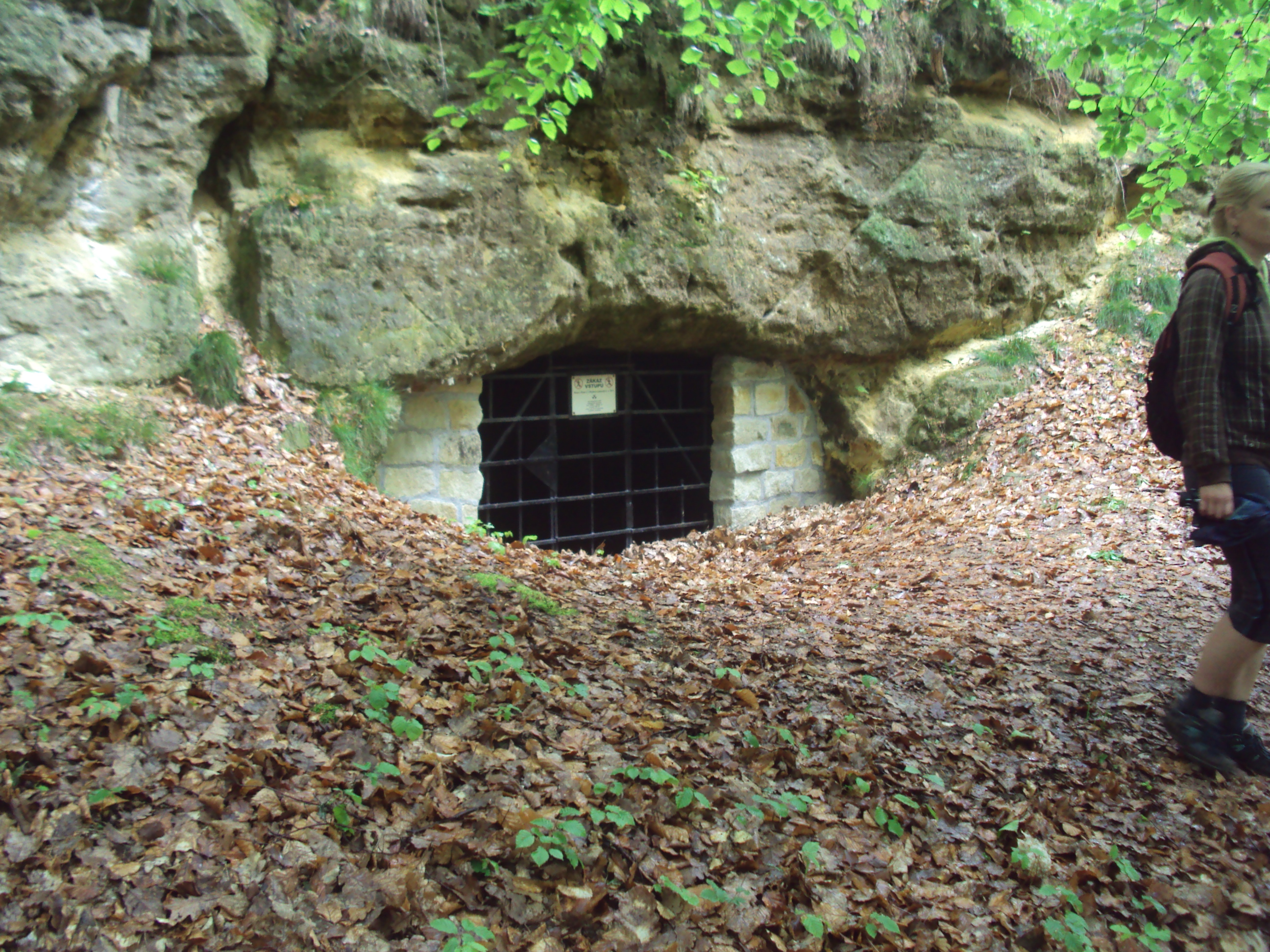
Hlavní vstup do podzemí
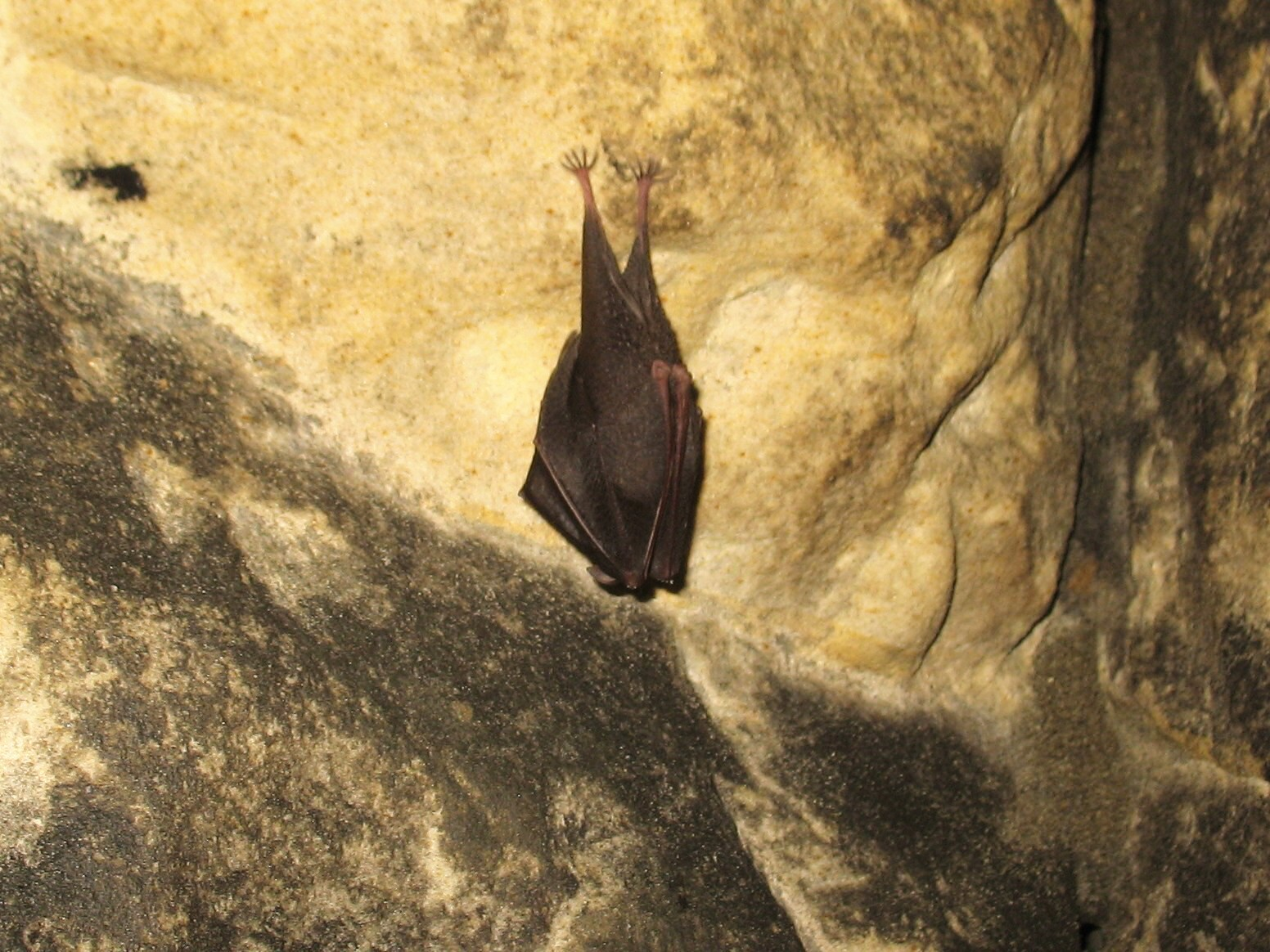
Vrápenec, přezimující na stěně jeskyně
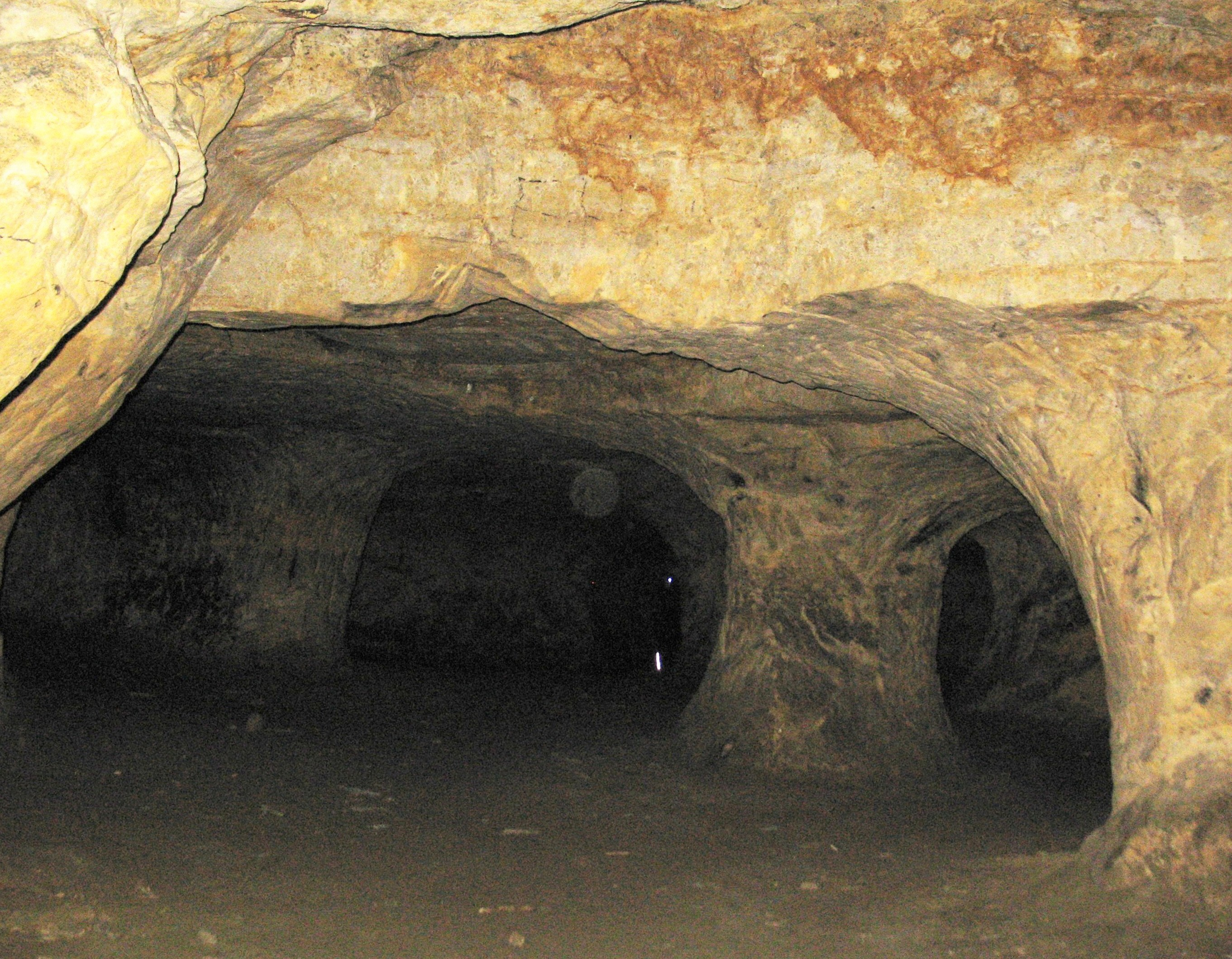
Podzemní prostory
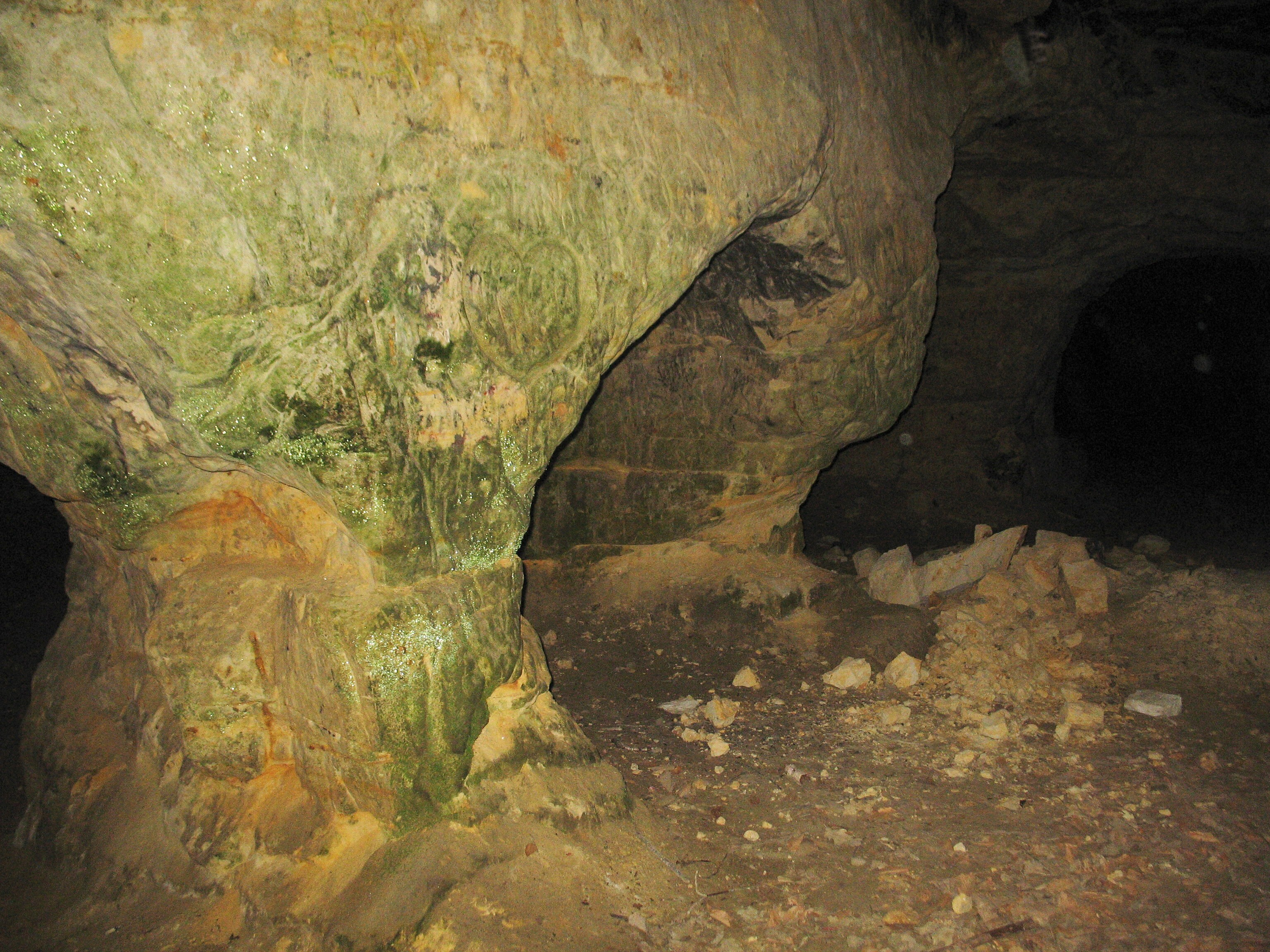
Pilíř v Riedelově jeskyni
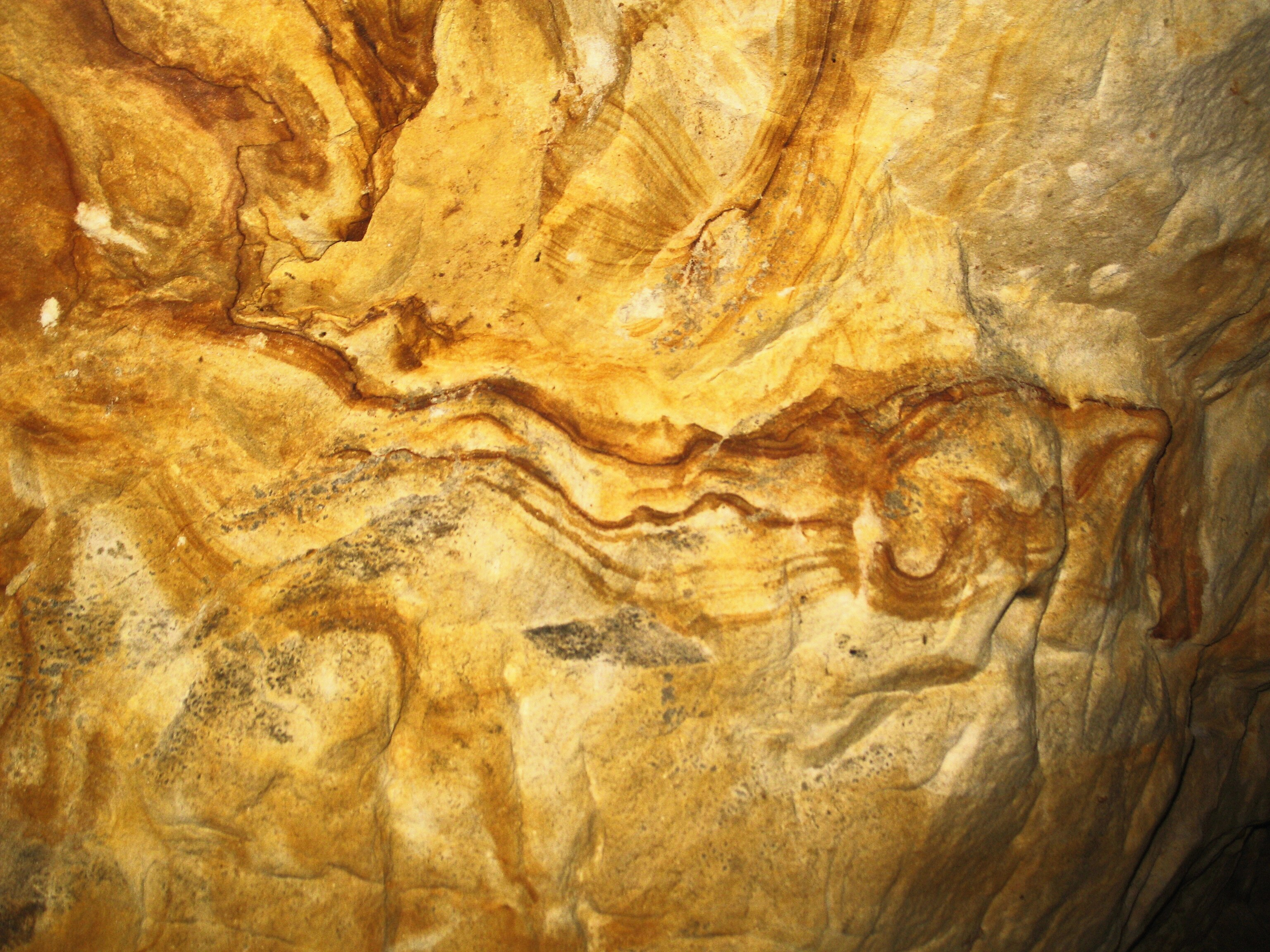
Detail stěny Riedelovy jeskyně
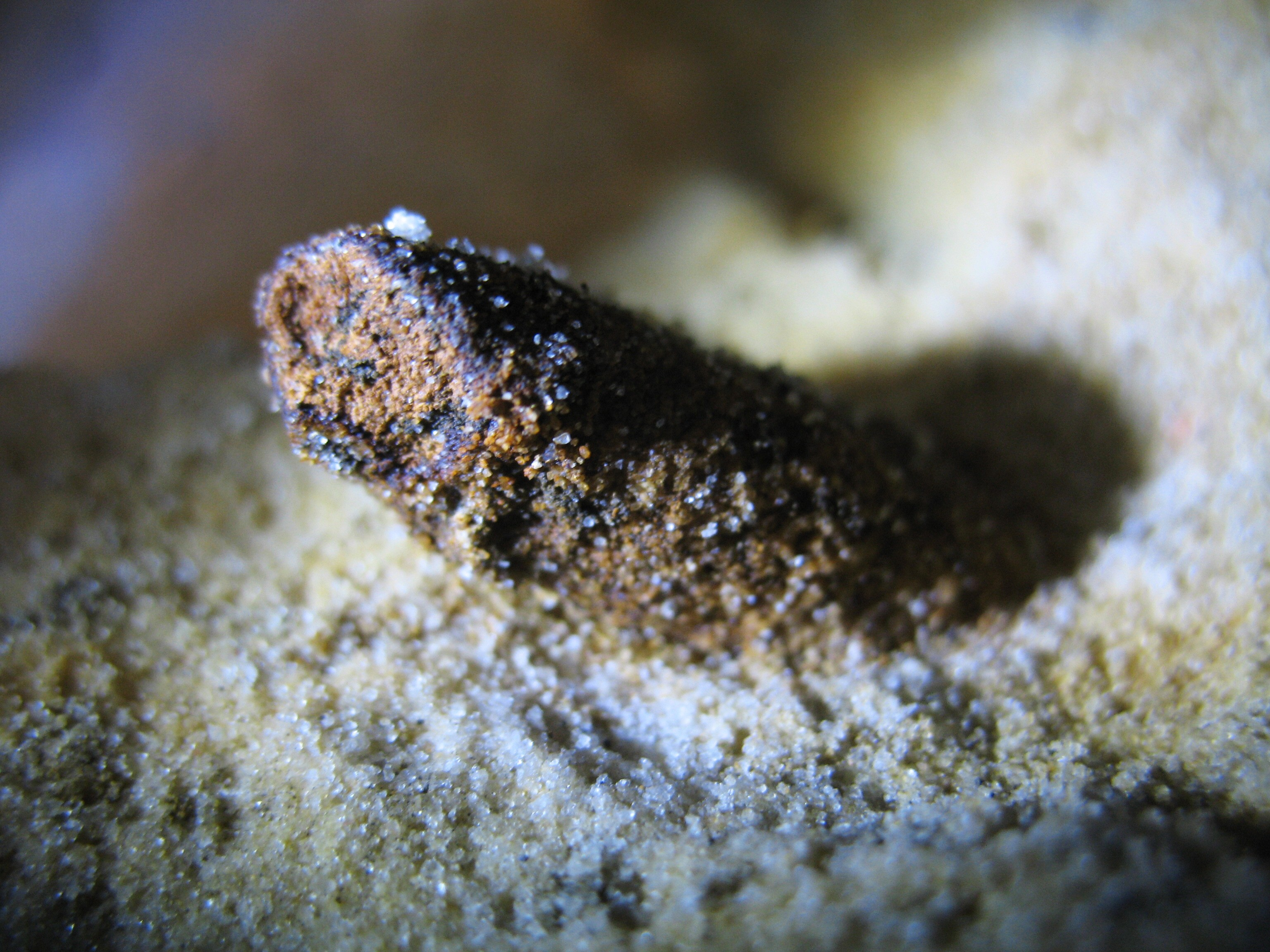
Železitý pískovec ve tvaru trubky